# Jared Berggren
Jared Berggren (Coon Rapids, 2 april 1990) is een Amerikaans voormalig basketballer.

## Carrière
Berggren speelde van 2009 tot 2013 collegebasketbal voor de Wisconsin Badgers. Hij werd niet gekozen in de NBA Draft maar speelde in de NBA Summer League voor de Orlando Magic en Cleveland Cavaliers. Nadat hij ook daarna geen contract kreeg tekende hij een contract bij de Belgische eersteklasser BC Oostende. Hij speelde twee seizoenen bij Oostende en werd ermee twee keer landskampioen, in de zomer van 2015 speelde hij opnieuw in de NBA Summer League ditmaal voor de Detroit Pistons.
Hij keerde opnieuw terug naar Europa en tekende bij het Italiaanse Pallacanestro Cantù maar maakte het seizoen af bij Aquila Basket Trento. In de zomer speelde hij voor een laatste maal in de NBA Summer League ditmaal voor de Milwaukee Bucks. Hij tekende voor het seizoen 2016/17 opnieuw in Italië ditmaal bij Pallacanestro Brescia. Voor het seizoen 2017/18 speelde hij bij de Japanse clubs Niigata Albirex BB en de tweedeklasser Shinshu Brave Warriors. Hij eindigde zijn carrière na een laatste seizoen bij het Zwitserse Union Neuchâtel Basket. Na zijn spelerscarrière werd hij een basketbalcoach/skill coach van een basketbalschool.

## Erelijst
- Belgisch landskampioen: 2014, 2015
- Belgisch bekerwinnaar: 2014, 2015
- Belgische supercup: 2014